# 杨镇地区
杨镇地区是中华人民共和国北京市顺义区下辖的一个地区办事处，同时保留杨镇名称，其行政事务机构实行“一套人马，两块牌子”的体制，地区办事处与镇政府合署办公。

## 历史

### 中华人民共和国成立前
杨镇历史上曾是华北地区最大的商业集散中心。外省商贾多在次设立商会，同时，聚集了隆盛号、福盛号、同盛号、义盛号、通源当、益成当、义来当、祥聚当等大量著名商号。清朝康熙年间被列入全国八大名镇，乾隆年间又被升为四大义仓。在杨镇市场上树立的大牌楼被认为是世界最大的三联牌楼。
另外，杨镇地区也是京东重要的庙宇集结地，历史上曾有72座庙宇。镇域内，北京市高中示范校、顺义区重点中学杨镇一中就建立在当地的龙王庙、药王庙、关帝庙之上。

### 中华人民共和国成立后

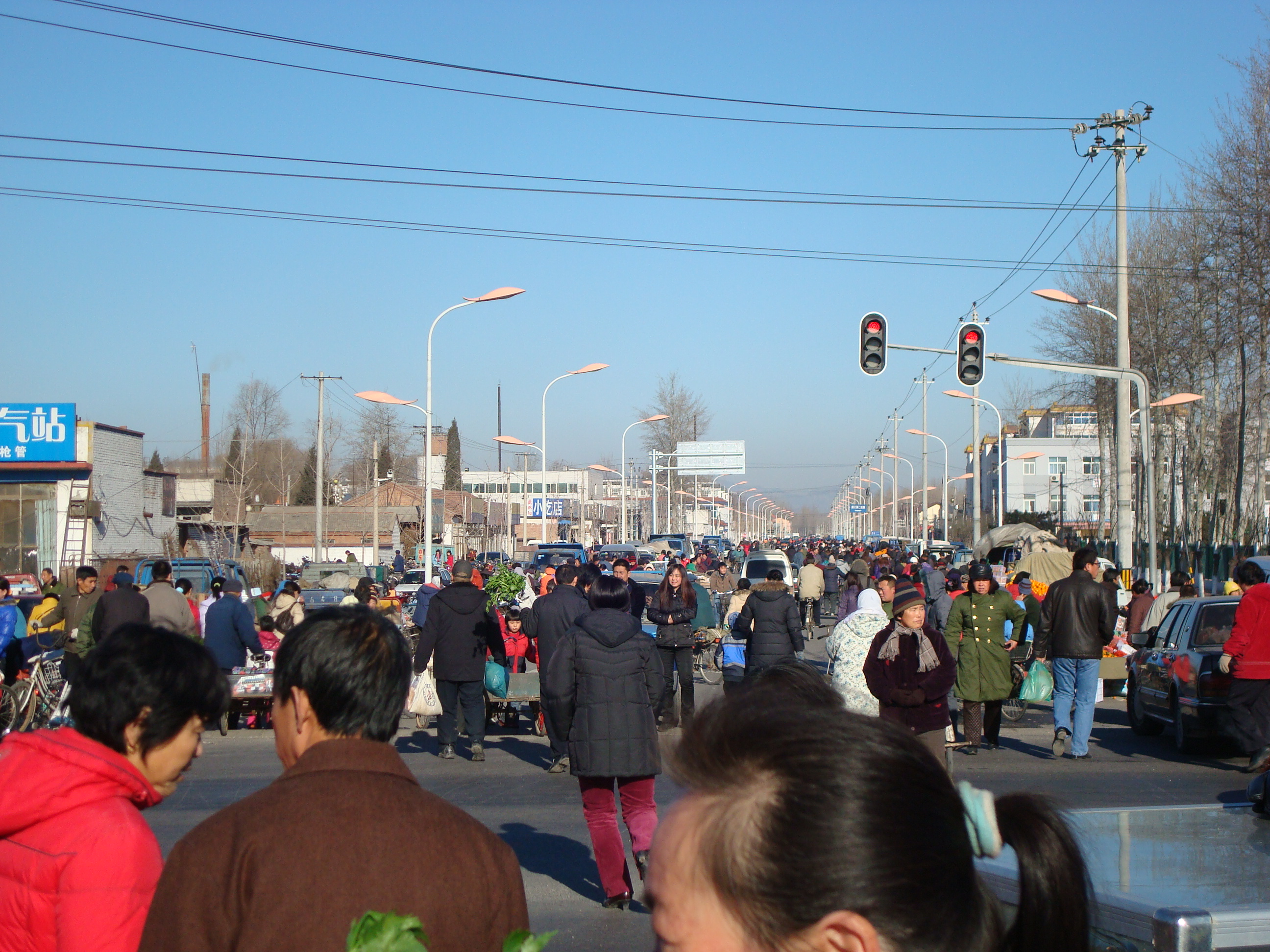
2008年1月的杨镇大集

中华人民共和国成立时，杨各庄乡属顺义县第二区，1958年随顺义县划归北京市，1990年撤乡建镇。1994年、1997年先后与其南面的小店乡和东面的沙岭乡合并为杨镇，1998年挂杨镇地区办事处牌。

## 地理
杨镇地区位于顺义区东部九宫格布局的九个镇的中心，东邻张镇，东南接大孙各庄镇，南界北务镇，西南沿汉石桥湿地接李遂镇，西界南彩镇，西北接北小营镇，北面和木林镇接壤，东北与龙湾屯镇接界。境内的汉石桥湿地是北京市唯一的一块天然芦苇型湿地。

### 地形地质
地处潮白河东部冲积平原，为一级阶地与二级阶地交接地带。地势东北高，西南低，局部有明显的坡地。平均海拔38米，相对高差约11米。东、南部为潮褐土，西部为湿潮土。蔡家河纵贯镇域中部，自沟东入境，流经东疃、下营，穿顺平公路进入汉石桥水库。中干渠纵贯境内东部，以西为潮白河水系，以东为蓟运河水系。

### 汉石桥湿地
镇域内汉石桥湿地是北京市唯一的一块天然芦苇型湿地，占地面积近万亩，被称为京郊“小白洋淀”。2005年，汉石桥湿地被批准成为市级自然保护区。

## 行政区划
杨镇地区下辖4个社区和42个行政村，分别是杨镇双阳社区、仙泽园社区、杨镇鑫园社区、澜庭社区、一街村、二街村、三街村、张家务村、齐家务村、杜庄村、东庄户村、老庄户村、二郎庙村、沟东村、东疃村、红寺村、下坡村、下营村、安乐庄村、汉石桥村、沙子营村、小店村、辛庄子村、田家营村、高各庄村、王辛庄村、井上村、荆坨村、侉子营村、李辛庄村、松各庄村、破罗口村、别庄村、徐庄村、良庄村、大曹庄村、周庄村、沙岭村、曾庄村、白塔村、东焦各庄村、于庄村、东庞村、西庞村、辛庄户村和大三渠村。

## 交通
杨镇地区位于顺义区东部的（潮白河以东地区）的中心，是顺义区重要的交通枢纽。有顺平路、木北路等公路穿过辖境。

## 文化

### 杨镇龙灯会
杨镇龙灯会距今已有200多年的历史，最初是参加为药王祭日而举办的庙会活动。近年，龙灯会恢复了演出，也经常受到各种大型活动的邀请，但仅靠这些演出无法维持龙灯会的正常运转；同时，年轻人对龙灯会已逐渐丧失兴趣，龙灯会同样陷入了艺人年龄结构老化，无新人后继的危险境地。
2007年杨镇龙灯会入选北京市级非物质文化遗产名录（第二批）。

### 曾庄大鼓
曾庄大鼓系由宋代军乐演变而来，善于以具有威慑力的震撼力量来渲染气氛，是广场文化活动中营造氛围表现力最佳的民间花会之一。
2006年曾庄大鼓入选北京市级非物质文化遗产名录（首批）。

## 教育
辖境内有建有中心小学3所中心小学，两所普通中学，其中，杨镇一中是北京市高中示范校，顺义区重点中学。此外，北京城市学院新校区亦位于杨镇。